# 鄂州观音阁
鄂州观音阁，又名龙蟠矶寺，位于中华人民共和国湖北省鄂州市鄂城区小东门外的长江龙蟠矶上，是一座佛道两教寺庙。观音阁始建于元代，明朝、清朝均有重修。建筑整体坐东朝西，共有3间正殿，另有一座纯阳楼和一座观澜亭。是全国重点文物保护单位。

## 历史
早在宋代，龙蟠矶就建有一座小型寺庙，并有“观音阁”题名。元朝至正五年（1345年），监邑铁山在此处用石料堆砌成台，并建成一座寺庙，取名龙蟠矶寺:30。起初该寺仅供奉东方朔，后来又增设了观音像、老君像等，成为佛道两教建筑:530-531。明朝弘治元年（1488年），僧人觉寿募资重修该寺。嘉靖六年（1527年）重修，并加盖了纯阳楼和观澜亭。清朝同治三年（1864年），湖广总督官文捐资重修观音阁:30。民国时期，一度废毁:531，后得以重修。中华人民共和国成立后，1958年，观音阁被公布为鄂城县文物保护单位，并于当年被重修。文化大革命期间，观音阁遭到损毁，濒临倒塌:80。1983年鄂州市再次重修观音阁。1992年12月，观音阁被公布为湖北省文物保护单位。1998年7月，观音阁的老君殿在洪水中被冲塌，此后得以重建:80。2007年，以观音阁为中心的观音阁公园正式建成，并对外开放:80。

## 立法保护
2023年12月11日，鄂州市人民政府第22次常务会议审议通过《鄂州市观音阁保护管理办法》，自2024年3月1日起施行。以地方政府规章的形式立法保护鄂州观音阁。

## 结构
观音阁坐东朝西，整体布局呈长方形，东西长30米，南北宽10米，通高24米，基座厚约1米。建筑西侧建有一座红砂岩挡土墙，其南端顶部修有一座观澜亭，平面呈三角形，占地1.5平米，周边修有扶手和栅栏。主体为砖瓦木石结构，布局大体保持元代格局。院内自西向东排列三座殿，依次为祖师殿、观音殿和老君殿，均为硬山青瓦顶。祖师殿建筑面积50.51平方米，四柱九檩，殿内正中偏后处神台供奉祖师鲧。神台上方悬挂“虚悬水际”匾额，左右两侧门楣书有“洪波”、“撼岸”字样。屋脊上悬挂东方朔圆雕小雕像。南北两侧山墙浮雕青龙、白虎二将，南侧山墙开有一扇侧门，侧门外建有亭角式门楼，门外悬挂匾额“小蓬莱”。祖师殿东侧为观音殿，建筑面积44.19平米，门外左右两侧刻有《重修观音阁记》碑，门楣上悬挂湖广总督官文为该寺题写的匾额“龙蟠晓渡”。殿后方左右两侧设有圆雕观音像和神台，正中偏后处设有木雕牌坊式神龛，龛上方悬挂有“普渡众生”匾额，龛中设有平雕普陀大士像。观音阁西侧为老君殿，建筑面积86.07平米，五柱九檩，殿前建有卷棚式廊庑。殿内正中设有牌坊式神龛，内有玉皇大帝、太上老君、西王母塑像，上有匾额“紫气东来”。龛前左右两侧有八仙及生平小传的平雕。殿前左侧建有一间小厢房。观音殿和老君殿之间有一口红砂岩雕琢而成的井，名为“莲花井”，其水位常年高出长江水面。纯阳楼位于观音阁南侧，分上下2层，建筑面积70.98平米，顶部为歇山布瓦顶。西面和南面开窗，南面二层正中窗楣镶嵌有武汉近代书法家黄亮所书“纯阳楼”匾额。上层安放有吕纯阳睡像，下层为生活用房。:30-31

## 文物保护情况
1992年12月16日，以“观音阁”的名义被湖北省人民政府列为第三批湖北省文物保护单位；2006年5月25日，以“鄂州观音阁”的名义被中华人民共和国国务院列为第六批全国重点文物保护单位。
其作为文物的保护范围为：鄂州观音阁及周围一定范围。四至：以建筑外墙为界，东、西面向外延伸15米，南、北面向外延伸10米；枯水线以上范围，包括观音阁建筑及周边礁石、沙滩等范围，面积1850平方米。
其作为文物的建设控制地带为：沿保护线南北各向外扩展50米，东向外扩展200米，西向外扩展100米，面积约4.7万平方米。